# Mariamabad
Mariamabad (nota anche come Maryamabad, in urdu ماریہ آباد, it. città di Maria) è una città del Pakistan situata nel distretto di Sheikhupura, nella provincia del Punjab, distante circa 80 km a nord-ovest del capoluogo Lahore e 230 km a sud-est della capitale Islamabad.

## Storia
Mariamabad venne fondata nel marzo 1892 da alcuni frati cappuccini provenienti dal Belgio.

## Il culto mariano
Situata nel territorio dell'arcidiocesi di Lahore, vi ha sede l'omonimo santuario nazionale, che costituisce la principale meta di pellegrinaggi dei cattolici del Punjab, ma anche di diversi musulmani, induisti e sikh.